# Марин Христов (учен)
Вижте пояснителната страница за други личности с името Марин Христов.
Марин Христов Христов е български инженер, професор и ректор на Техническия университет в София (ТУС) от 2011 до 2014 г.

## Биография
Роден е на 15 ноември 1949 г. в Плевен.

### Образование
Завършва Висшия машинно-електротехнически институт в София (днес ТУС) през 1972 г. Специализира полупроводникови прибори и автоматизирано проектиране в електрониката във Великобритания, Франция, Гърция, Швеция, Португалия, Финландия, Германия и др. Защитава дисертация (за научна степен „кандидат на науките“, днес „доктор“) на тема: „Модели на полупроводникови прибори за машинен анализ на преходни процеси в електронни схеми“.

### Професионална дейност
Професионалната си дейност започва като инженер в катедра „Електроника“ на ВМЕИ веднага след дипломирането си. Асистент (1975), главен асистент (1977) и доцент (1986) по електронни полупроводникови елементи и интегрални схеми и професор (2004) в катедра „Конструкция, технология и производство на полупроводникови и микроелектронни елементи“ (днес катедра „Микроелектроника“). Ръководител е на научноизследователската лаборатория „Автоматизирано проектиране в електрониката и микроелектрониката“ от 1994 г.
От 1989 до 1995 г. и от 2005 до 2011 г. е декан на Факултет „Електронна техника и технологии“ в ТУ, София. Между 2000 и 2005 г. е заместник-ректор на ТУС по учебната дейност. На 21 март 2011 г. е избран, а на 20 октомври същата година – преизбран, за ректор на Университета.

### Научна дейност
Основните области на научноизследователската и преподавателската му дейност са: микроелектроника, полупроводникови елементи, интегрални схеми, автоматизация на инженерния труд в микроелектрониката. Той е автор на над 300 научни публикации, 20 учебника и ръководства. Ръководител е на повече от 50 научноизследователски проекта и научен ръководител на 14 защитили докторанта (2 от които – във Франция).
В научните среди проф. Христов е известен като координатор и контрактор от 1992 г. на съвместни проекти по програми на Европейския съюз TEMPUS, INCO COPERNICUS, Information Society Technologies programme и др. е член на научните и професионалните организации EUROPRACTICE (от 1995 г.), IEEE (от 1996, почетен член от 1999), New York Academy of Science. От 2002 до 2010 г. е председател на българския клон на IEEE по „Системи и схеми“ и „Интегрални системи“. От 2006 г. е член на Управителния съвет на НТС.
От 1999 г. до 2007 г. е гостуващ лектор в следните висши училища и научни организации: ENSEA и ESSIE (Франция), Oxford Brookes University, Rutherford Appleton Laboratory, University of Glasgow (Великобритания), Словашки технологичен университет, Технически университет на Тампере (Финландия) и др.